# Kataloniens nationaldag
Kataloniens nationaldag (katalanska: Diada Nacional de Catalunya [diˈaðə nəsiuˈnaɫ də kətəˈɫuɲə]), ofta benämnd Diada, är en festhögtid i Katalonien i Spanien. Den äger rum 11 september, till minne av slutet på Barcelonas belägring 1714. Nationaldagen instiftades officiellt 1980, och den har på senare år bland annat ägnats åt stora manifestationer för Kataloniens kultur, särart och katalansk nationalism.
Dagen betecknas utifrån katalansk synvinkel som en nationaldag, eftersom man menar att Katalonien är nation. Beskrivningen av Spanien som en "nation av nationer" (som inte bara har historisk syftning) omfattas även av en del spanska politiker utanför Katalonien.

## Historik

### Bakgrund

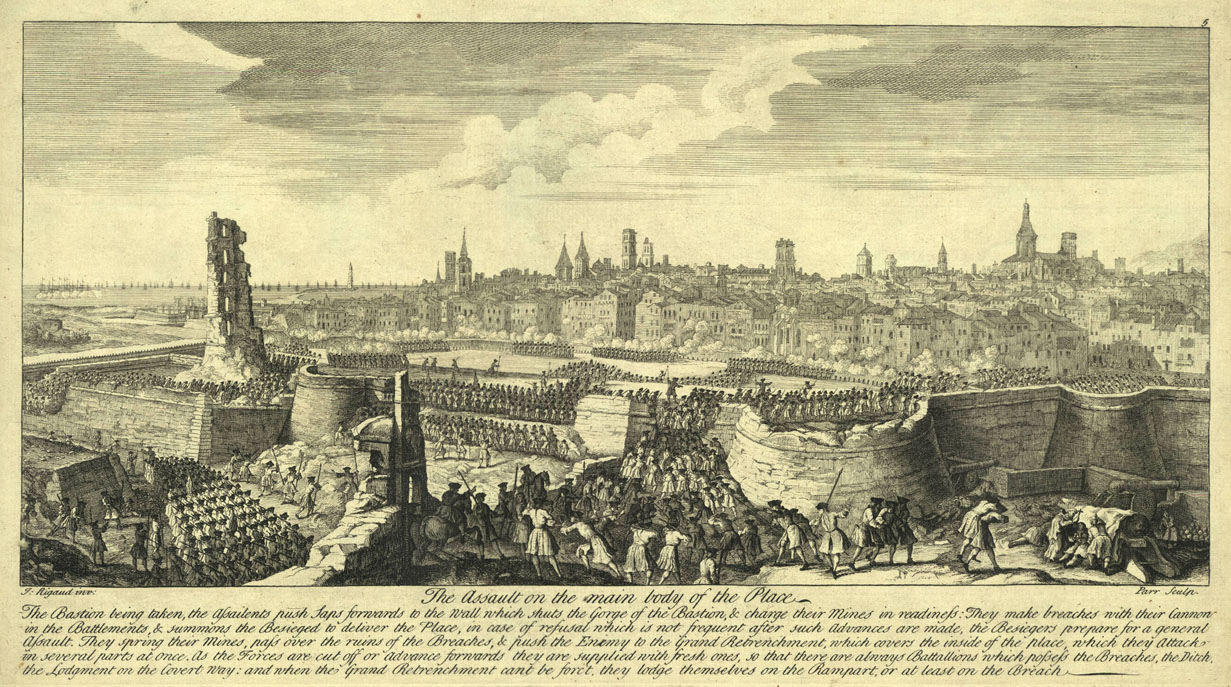
Kataloniens nationaldag högtidlighålls till minne av slutet på Barcelonas belägring, 11 september 1714.

11 september är dagen då man minns de katalanska soldaternas nederlag under spanska tronföljdskriget. De katalanska soldaterna som stödde Habsburgdynastin besegrades vid Barcelonas belägring av Filip V av Spaniens trupper efter 14 månaders belägring, den 11 september 1714. Detta innebar i förlängningen att det katalanska självstyret upphävdes och att Katalonien och ett antal andra spanska regioner under de kommande drygt 200 åren kom att lyda under spanskt direktstyre. För Kataloniens del stadfästes direktstyret, som också innebar att det katalanska språket togs ur officiellt bruk, via de så kallade Nueva Planta-dekreten.

### Frånrenaixençatill Franco

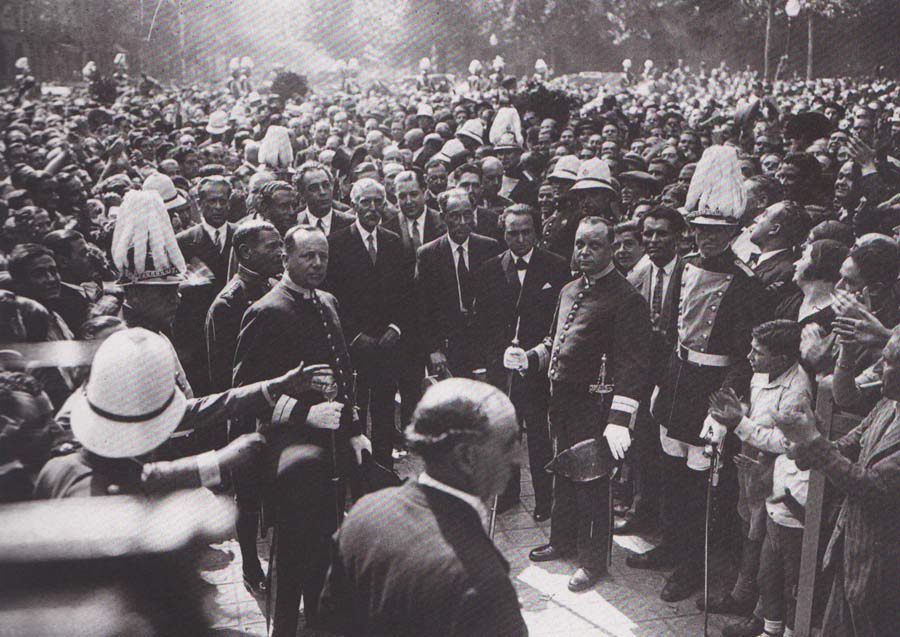
Francesc Macià, generalitats första president efter restaureringen av institutionen, under firandet av nationaldagen 1931

Högtiden firades första gången 1886, under en tid (Renaixença) då katalansk kultur och identitet åter började uppmärksammas på olika sätt. I Barcelona högtidlighölls dagen bland annat med blomsternedläggningar vid borgmästaren Rafael Casanovas monument, nära platsen där denne skadades under 1714 års belägring. Det här monumentet, skapat av skulptören Rossend Nobas, restes 1888. Under 1930-talets katalanska restauration (som inträdde parallellt med Andra spanska republiken) omgavs 11 september av omfattande katalanska manifestationer
Dagen förbjöds 1939 av Francoregimen, som del av nedtryckandet av de oppositionella katalanska strävandena. Under de kommande decennierna ägde trots detta mindre högtidlighållanden rum i anslutning till Casanova-monumentet.

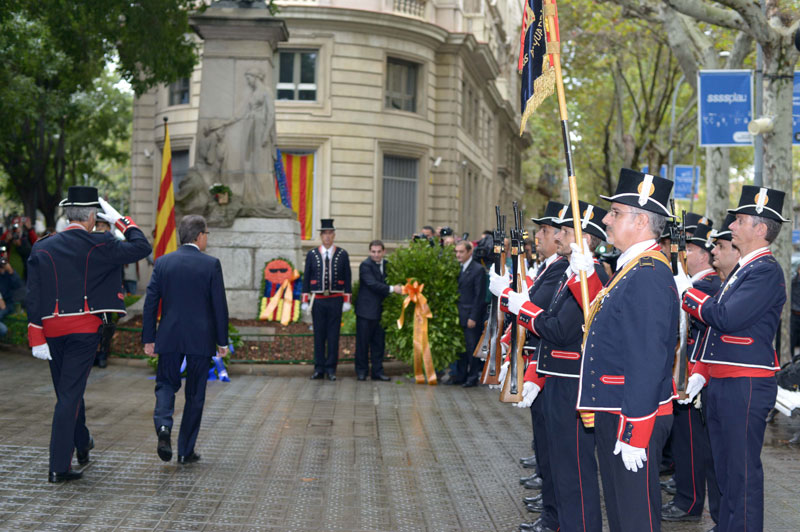
2013 års kransnedläggning vid Casanova-monumentet vid gatan Ronda de Sant Pere, där den stått sedan 1914.

### Efter Franco
1976, året efter Francisco Francos död, tilläts åter 11 september-firandet. Det året samlades drygt 100 000 människor i Sant Boi de Llobregat, vid Rafael Casanovas grav. Året efter ägde en än större manifestation rum den 11 september, där 1 miljon Barcelonabor deltog i firandet. Detta fortsatte under de kommande åren, med något mindre folksamlingar.
1980 stadfäste den nya regionregeringen – Generalitat de Catalunya – 11 september som officiell "nationaldag". År 2004 flyttades den officiella kransnedläggningen från Casanova-monumentet till Parc de la Ciutadella.

### 2000-talets stora manifestationer

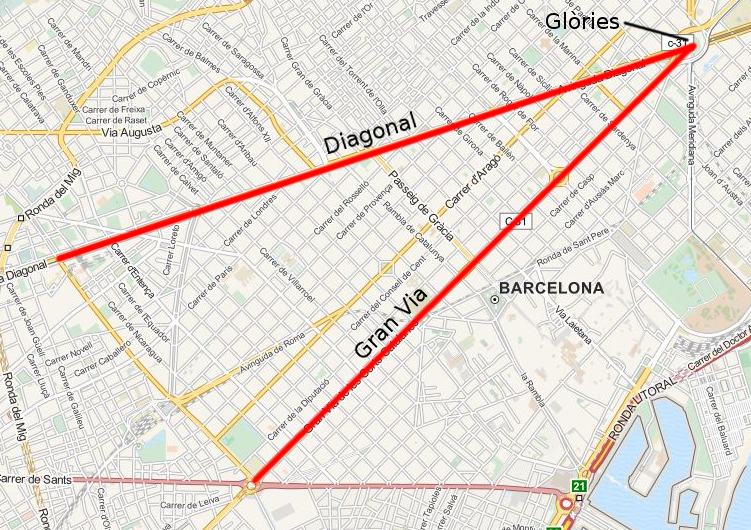
2014 arrangerades ett 11 kilometer långt V längs med två av Barcelonas boulevarder.

Från 1977 har flera nationalistiska eller självständighetsivrande organisationer tagit tillfället i akt att arrangera politiska manifestationer under 11 september-firandena. Dessa antog allt större omfattning från och med 2010, året då Spaniens författningsdomstol underkände Kataloniens nya och utvidgade autonomistatuter. Den 10 juli samma år arrangerades en massdemonstration i Barcelona som samlade 350 000 personer, medan det årets Diada endast samlade cirka 9 000 demonstranter (mot 15 000 året innan).

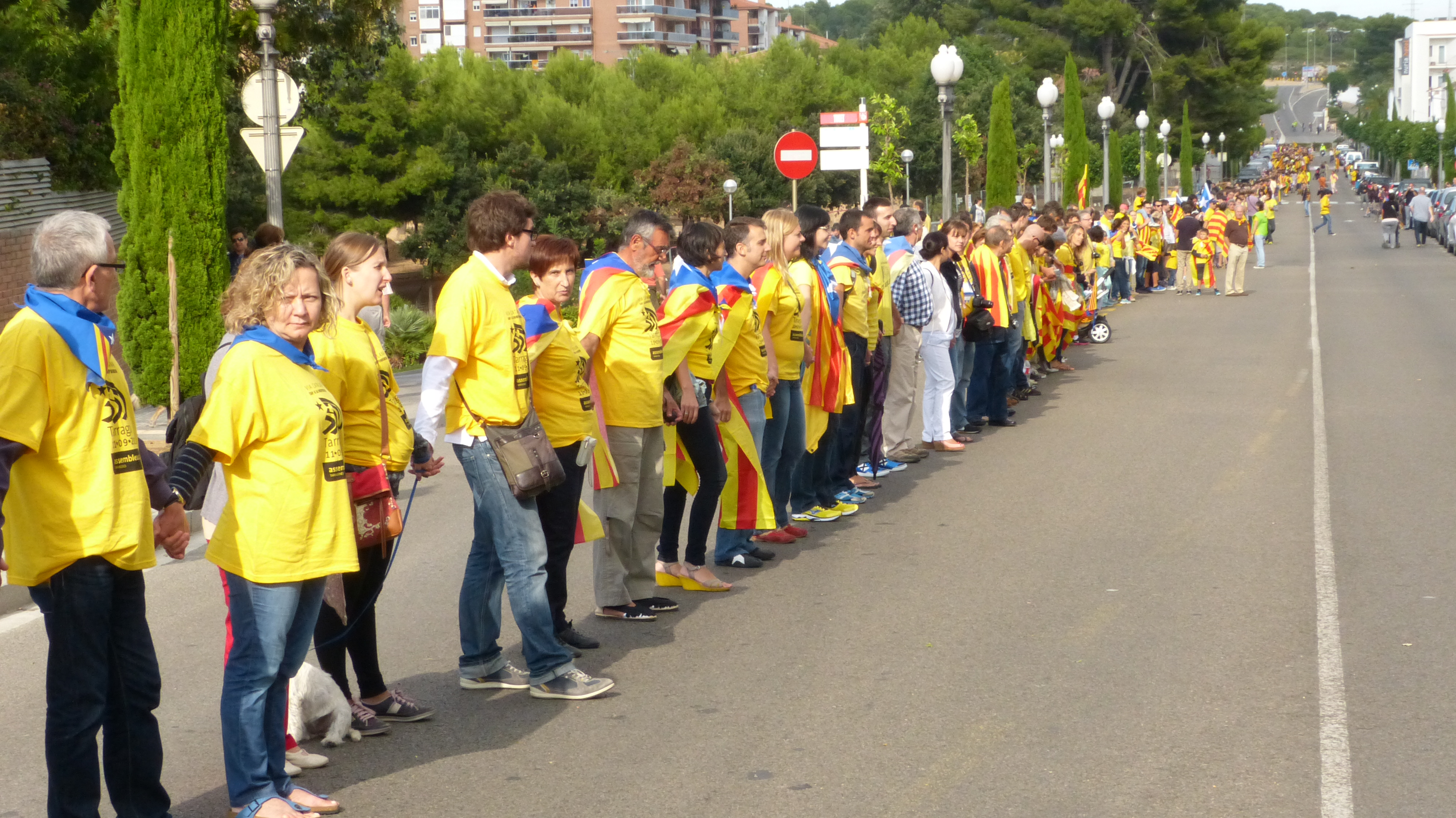
På 2013 års nationaldag organiserades den katalanska vägen, en 48 mil lång mänsklig kedja.

2012 års självständighetspräglade Diada samlade minst 600 000 deltagare. Den var den första i en lång rad (årlig, till och med 2019) katalanska nationaldagar där endast självständighetsfrämjande organisationer deltog med demonstranter/firare.
Som en symbol för katalansk enighet organiserades 2013 den katalanska vägen (Via Catalana), bestående av minst 600 000 personer hand i hand från Kataloniens sydgräns till dess nordgräns. Året efter, på 300-årsdagen av slutet på 1714 års belägring, organiserades en stor manifestation i själva Barcelona, med uppskattningsvis 900 000 deltagare som tillsammans bildade ett 11 km långt, röd-gul-randigt V längs med två av stadens stora boulevarder – Diagonal och Gran Via. V-tecknet skulle symbolisera victòria, voluntat i votar ("seger, vilja och rösta").
2015 deltog mellan 550 000 (enligt delegationen från Spaniens regering) och 1 400 000 (enligt Barcelonas polismyndighet) personer i Via Lliure ('Fri väg' – till den katalanska republiken/självständighet). Denna innehöll en symbolisk löpning längs med boulevarden Meridiana, där de omgivande deltagarna var klädda i olika färger baserat på olika katalanska egenskaper och de nationaldrag som en möjlig framtida katalansk republik skulle representera.
Diada-manifestationerna 2015 innehöll både uttalade (Meridiana var uppdelad i 135 delar, lika många som antalet platser i parlamentet) och outtalade referenser till Kataloniens regionalval dryga två veckor senare. Inför detta val hade de katalanska partierna främst formerat sig i grupper för eller emot katalansk självständighet. De politiska inslagen i nationaldagsfirandet ledde till kritik både inom och utom Katalonien.
2016 års Diada kännetecknades av decentralisering, till skillnad från de stora massdemonstrationerna av katalansk nationalism i och kring Barcelona åren 2012–15. Ett antal stora, mer löst anordnade massmöten (med sammanlagt cirka 800 000 deltagare) arrangerades 2016 i sammanlagt fem katalanska städer.
Efter att den separatistiska regionregeringen hösten 2015 kommit till makten försvann också delar av den politiska prägeln hos 11 september-demonstrationerna. 2017 planerades dock temat för nationaldagen vara ordet Sí ('ja'), vilket syftar på den ensidigt utlysta folkomröstningen den 1 oktober. Nationaldagsdemonstrationen med minst 450 000 deltagare formerade ett kryss (som i Ja-rutan på röstsedeln för den kommande folkomröstningen) längs med Carrer d'Aragó och den korsande Passeig de Gràcia i centrala Barcelona.
2018 års nationaldagsarrangemang i Barcelona syftade på att låta göra sig hörd (se även kastrullkonsert). Enligt Barcelonas stadspolis (Guàrdia urbana) fyllde en miljon firare/demonstranter större delen av den 11 km långa boulevarden Avinguda Diagonal, medan andra källor noterade siffror på under en halv miljon.
Under 2019 års nationaldagsfirande arrangerades demonstrationer som från fem olika sidogator skulle stråla samman på Plaça d'Espanya. Symboliken syftade på en stjärna, som i de estelador som vajade flitigt i centrala Barcelona under dagen. Antalet demonstranter uppskattas av den lokala polisen till 600 000, vilket var den längsta siffran sedan starten av de stora politiska Diada-manifestationerna 2012.
2020 skedde inga massdemonstrationer den 11 september, för första gången sedan 2011. Huvudorsaken var den pågående coronaviruspandemin och de relaterade restriktionerna för folksamlingar. De manifestationer som trots allt genomfördes, skedde i Barcelona och andra ställen med iakttagande om påbjuden fysisk distans.

## Innehåll och arrangemang
11 september kännetecknas i Barcelona och andra delar av Katalonien av en stor mängd flaggviftande, i likhet med nationaldagar i suveräna stater. De flaggor som används är både Kataloniens röd-gulrandiga senyera men också – framför allt på senare år – de båda varianterna av estelada, den stjärnprydda variant som markerar katalanskt oberoende och självständighetsambitioner. Traditionellt inleds firandet klockan 17:14, med koppling till det år som 11-september-firandet syftar på.
De olika manifestationerna på Diada arrangeras bland annat av olika kulturella och politiska organisationer som Òmnium Cultural och Assemblea Nacional Catalana (ANC).
Andra inslag på nationaldagen är presentationer av castells (de "mänskliga tornen"), Les Falles-konstruktioner, musikaliska framträdanden och andra uppvisningar av katalansk eller katalanskspråkig kultur.

## Tema år för år
Nedan listas de olika teman som katalanska självständighetsorganisationer haft i sina diada-arrangemang under 2010-talet.
- 2012 – Catalunya, nou estat d'Europa ("Katalonien, ny europeisk stat")[29]
- 2013 – Via Catalana (Katalanska vägen)
- 2014 – V de la Diada ("Nationaldags-V:et")
- 2015 – Via Lliure ("Fria vägen")
- 2016 – Llibertat ('frihet', i Barcelona), Progrés ('framsteg', i Tarragona), Equilibri territorial ('territoriets balans', i Lleida), Justícia social ('social rättvisa', i Salt) och Cultura ('kultur', i Berga)[30]
- 2017 – Sí[31] ('ja')
- 2018 – Fem la república catalana ('Låt oss skapa republiken Katalonien')[32]
- 2019 – Objectiu independència ('Mål: självständighet')[33]

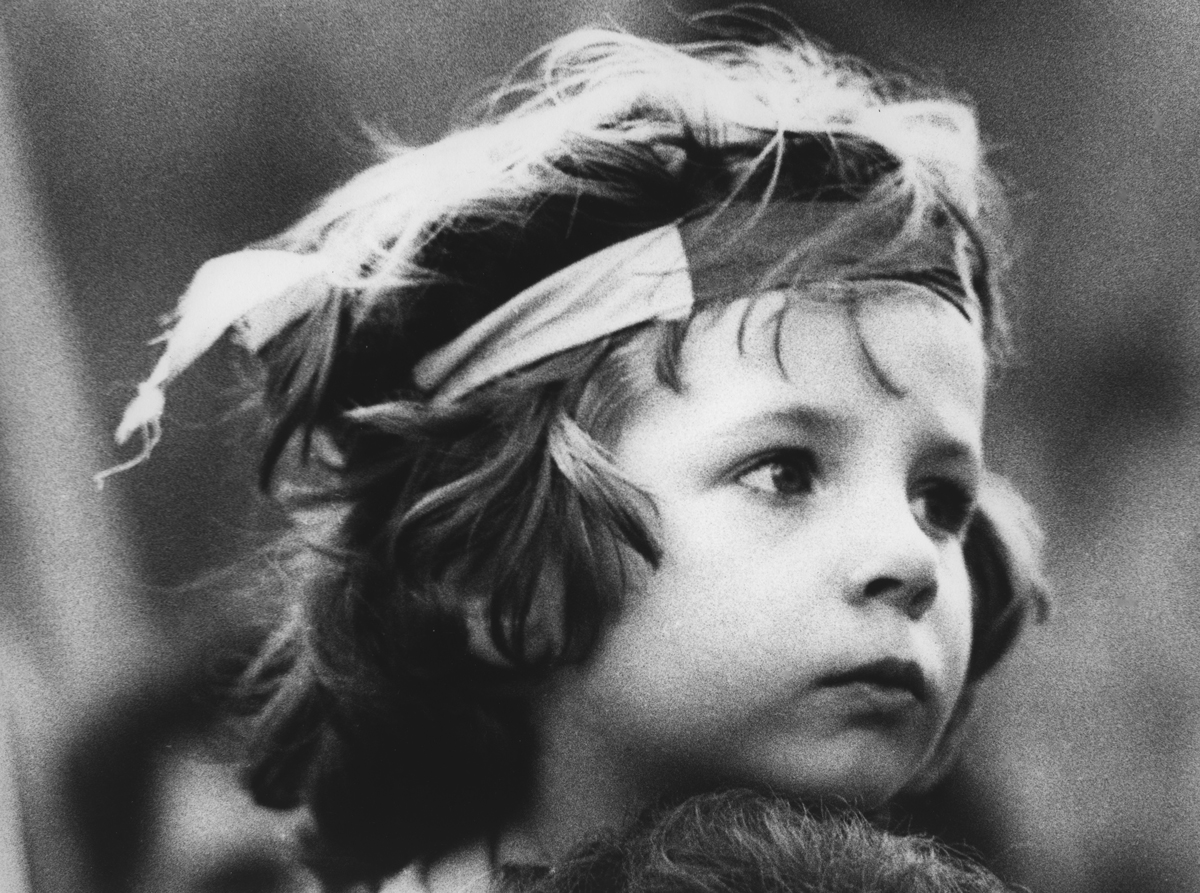
1977 – året med det första officiella 11 september-firandet.
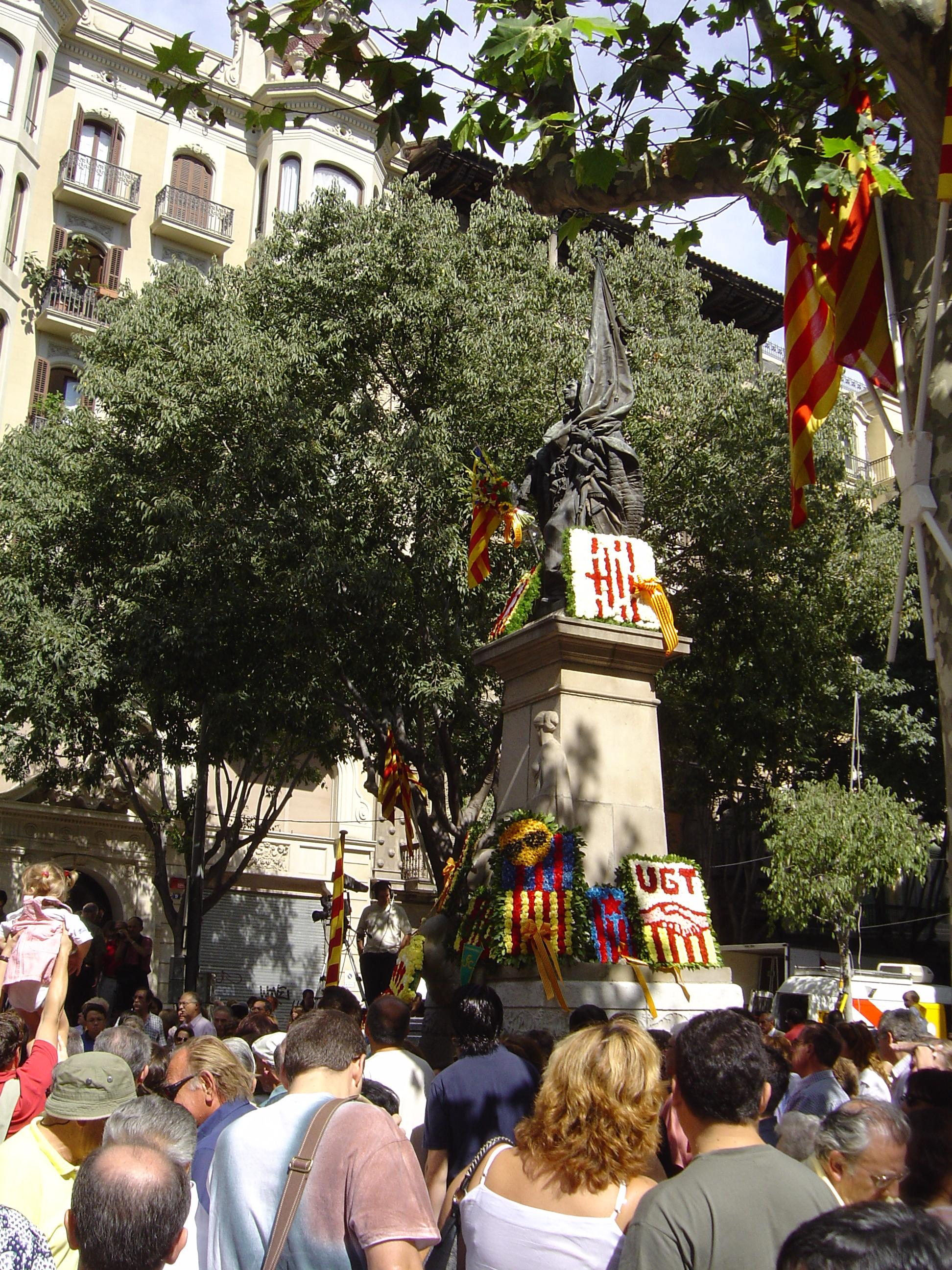
2003 – kransnedläggning vid Rafael Casanova-monumentet.
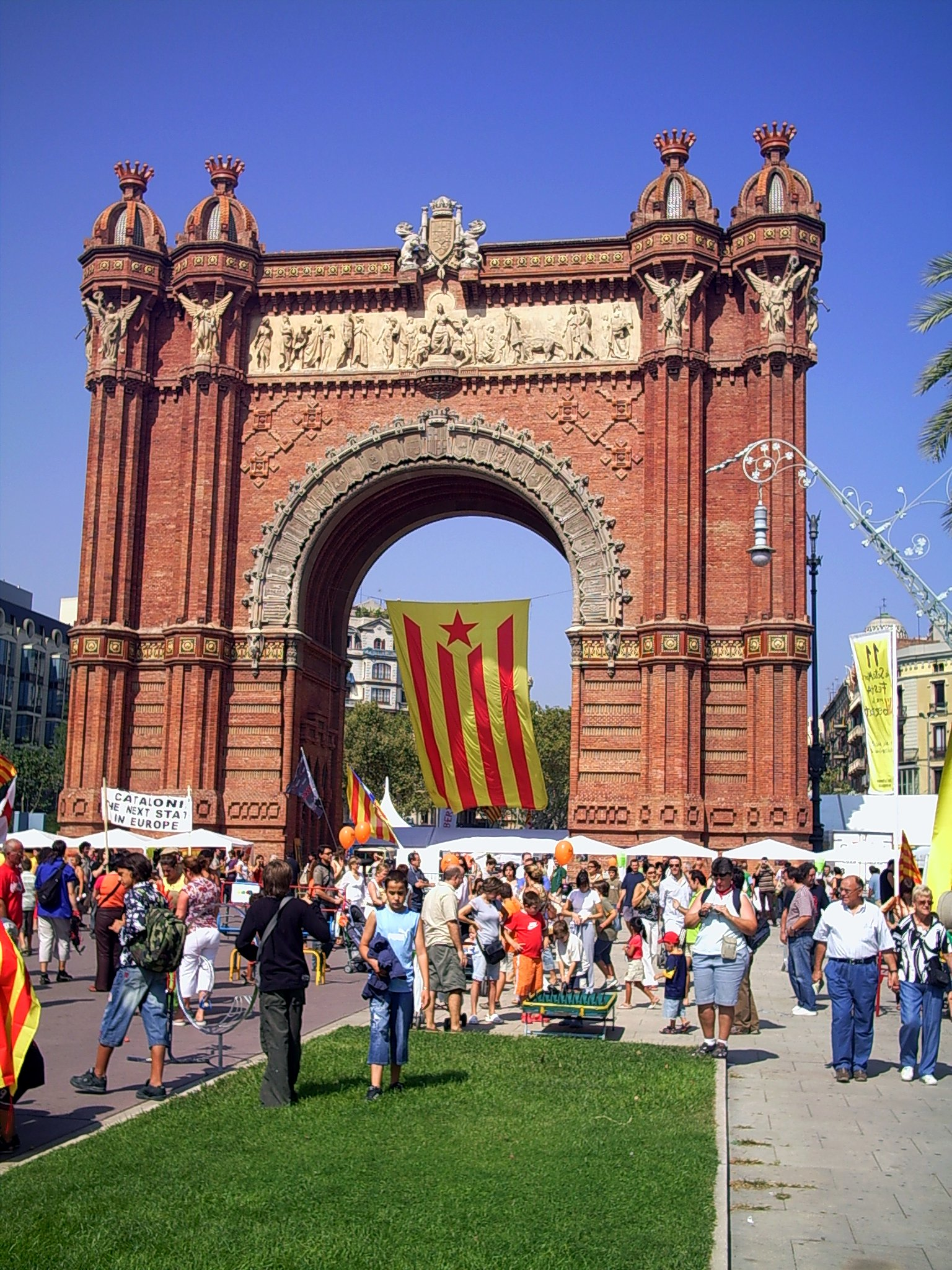
2007 – väl synlig estelada vid Barcelonas triumfbåge.
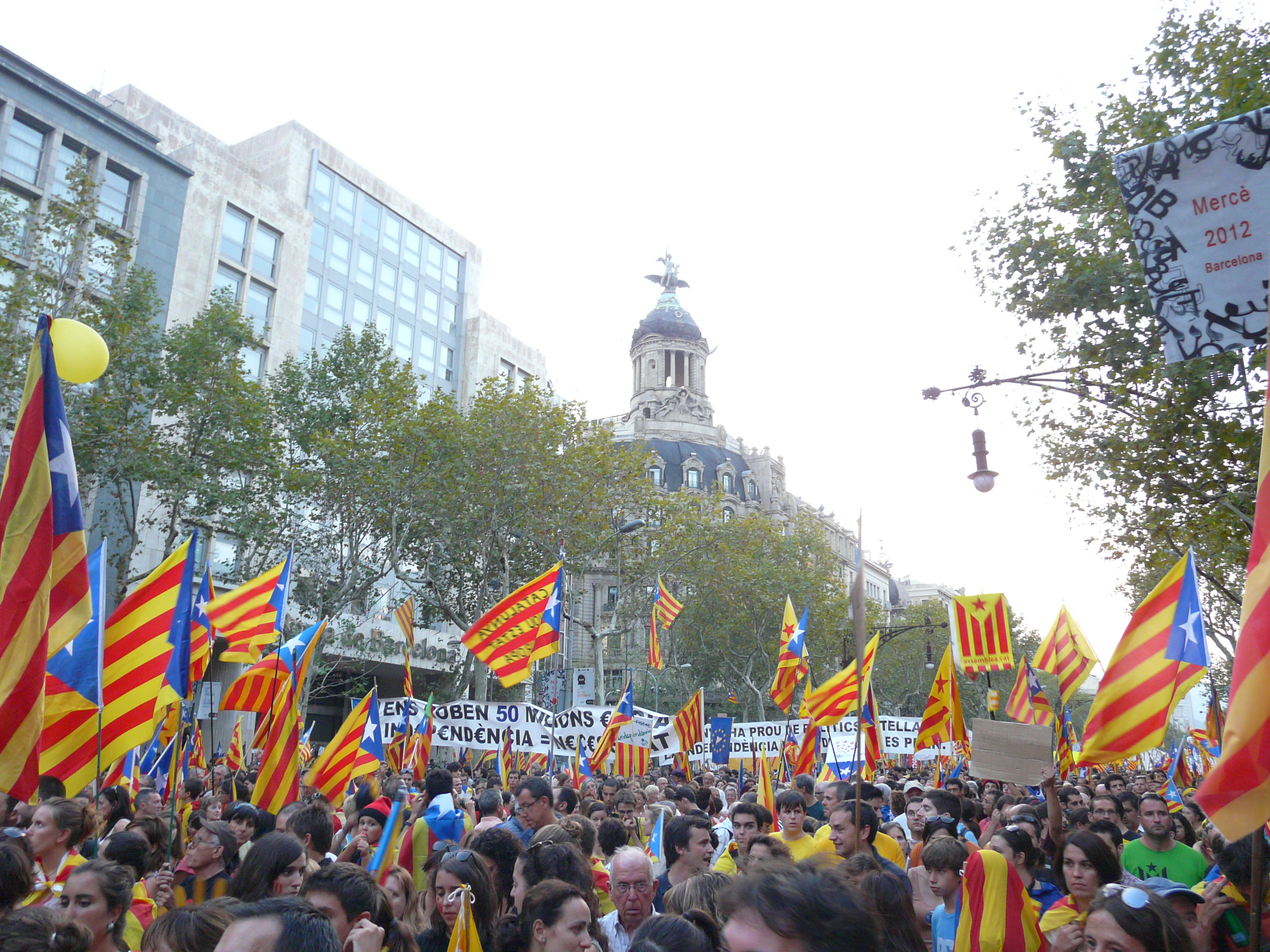
2012 – estelador i nationaldagens stora protestmarsch.
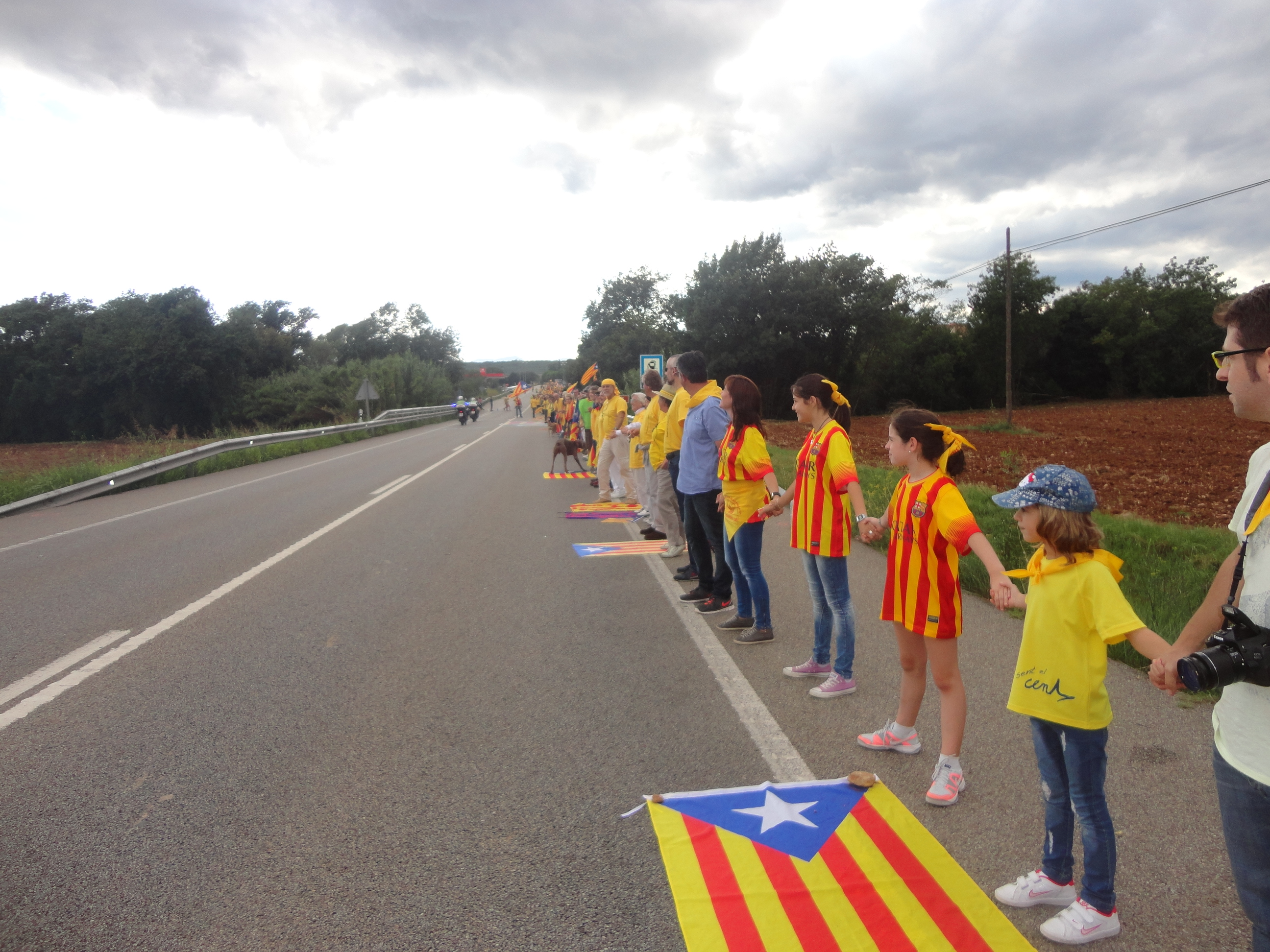
2013 – Katalanska vägen, här avsnitt 650 i Pontós (nära Girona).
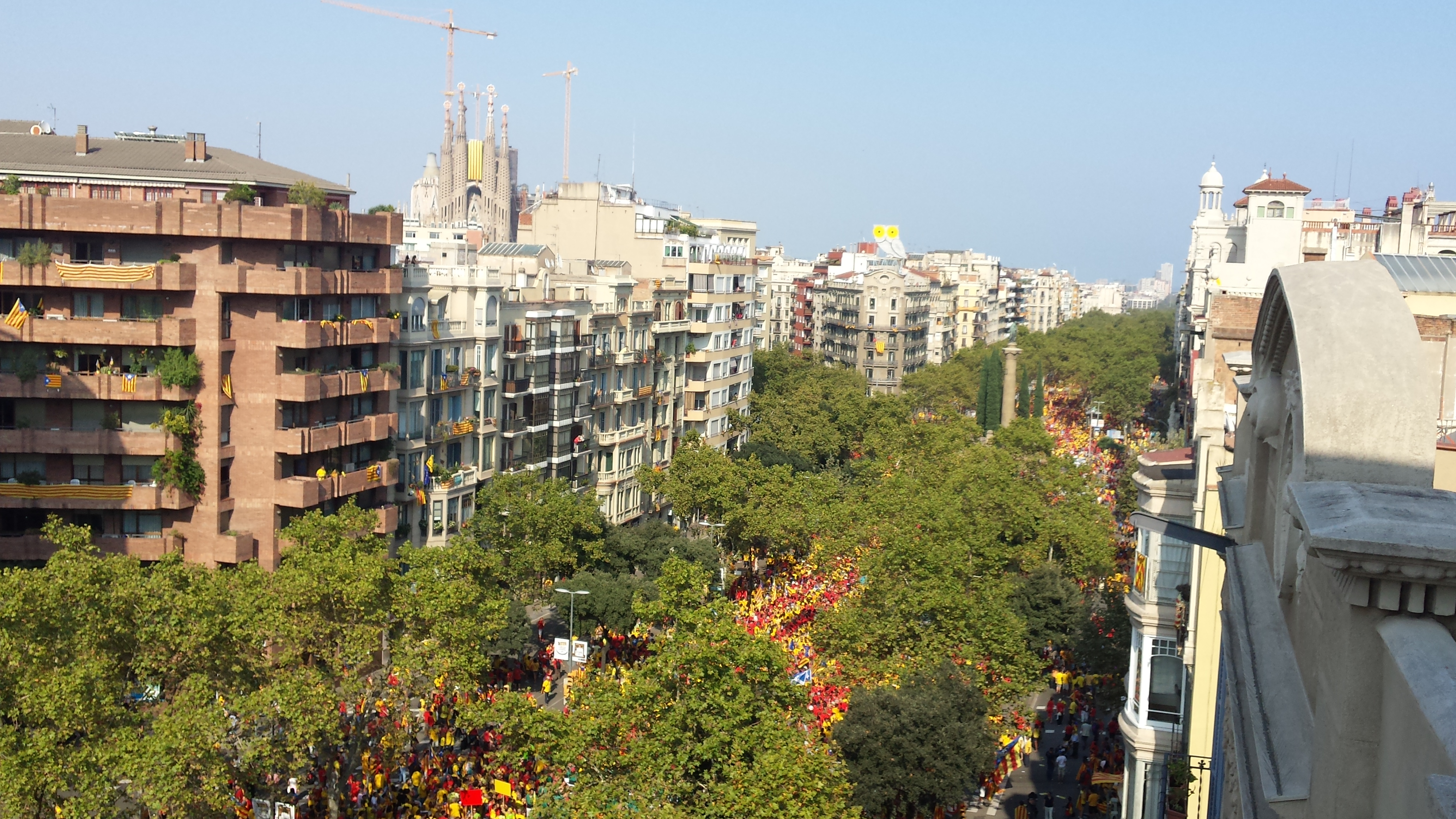
2014 – två Barcelona-avenyer med flaggviftande demonstranter.
- 2015 – Via lliure ('fria vägen') var 2015 års tema.
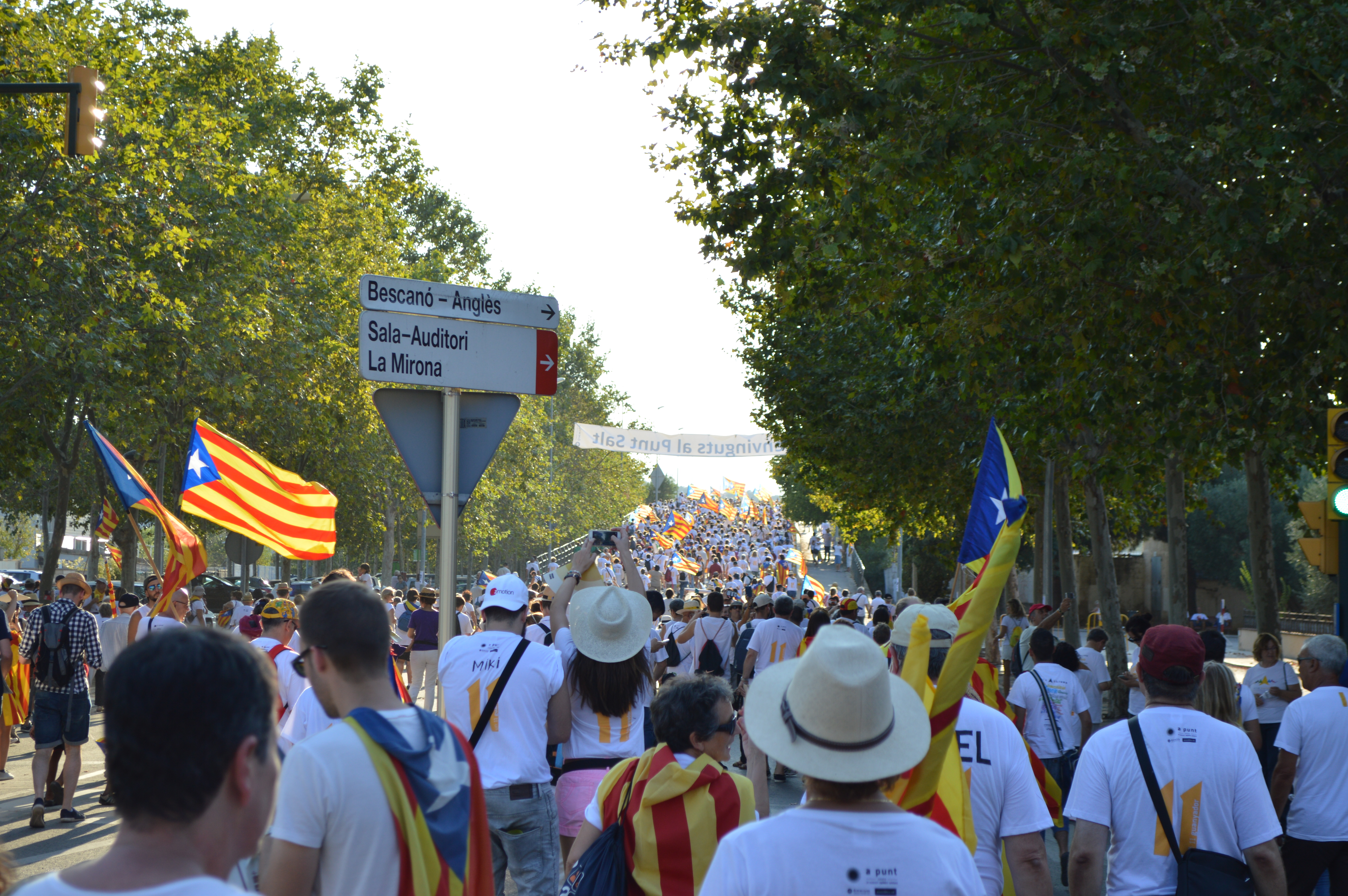
2016 – ett decentraliserat demonstrerande, här i Salt (nära Girona).
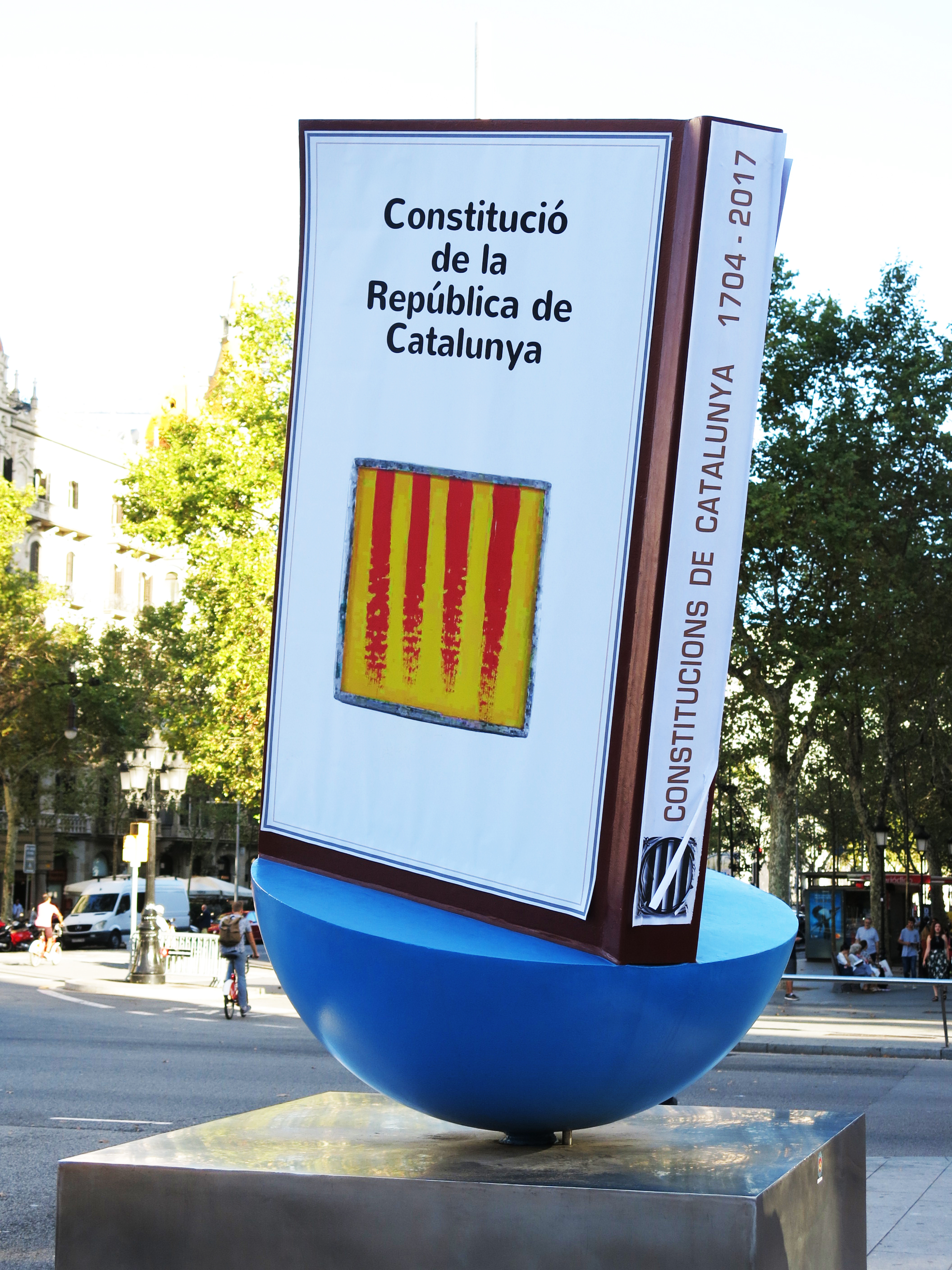
2017 – en del såg framför sig en kommande republik och dess författning.
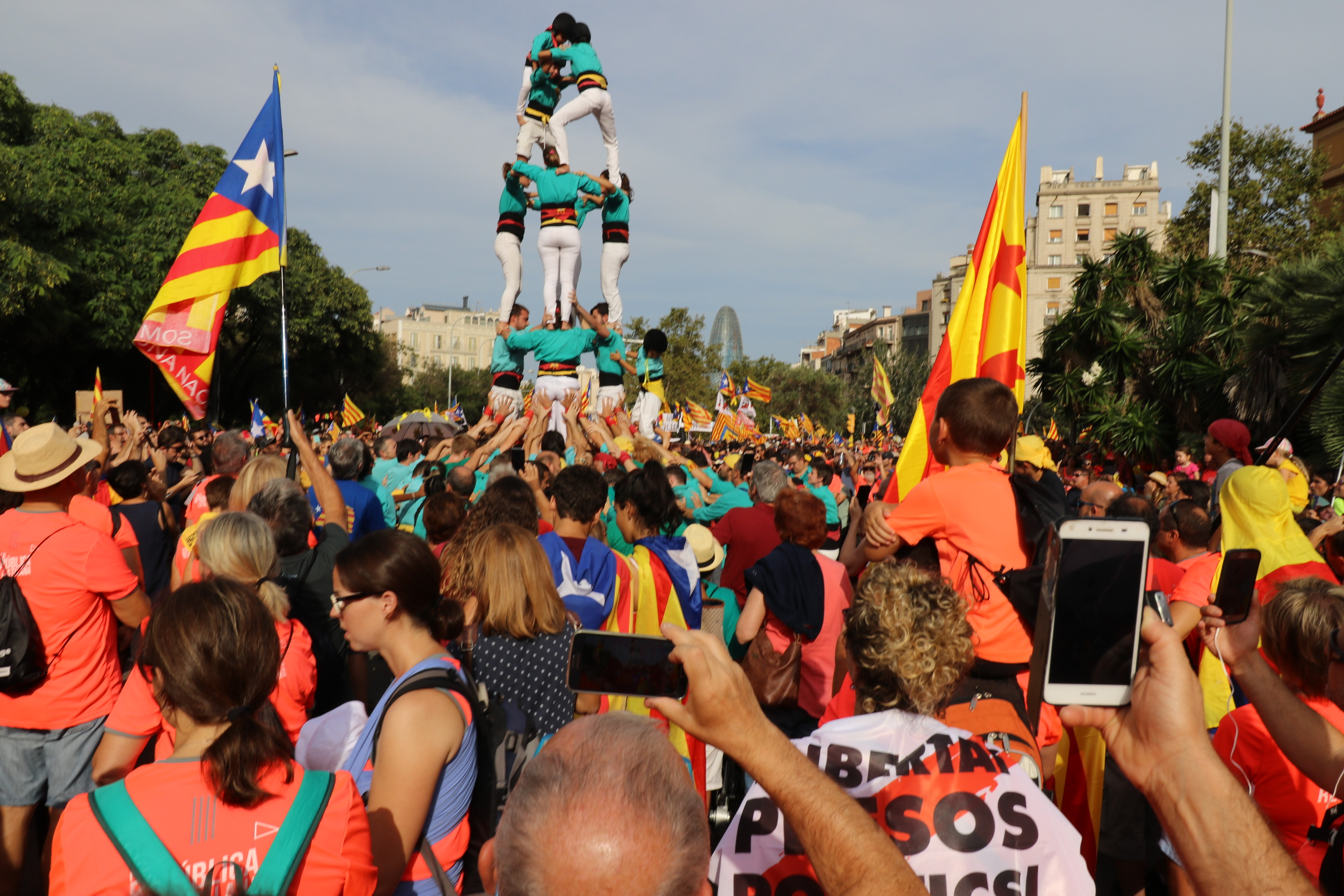
2018 – castell-byggande bland demonstrerande människomassor.
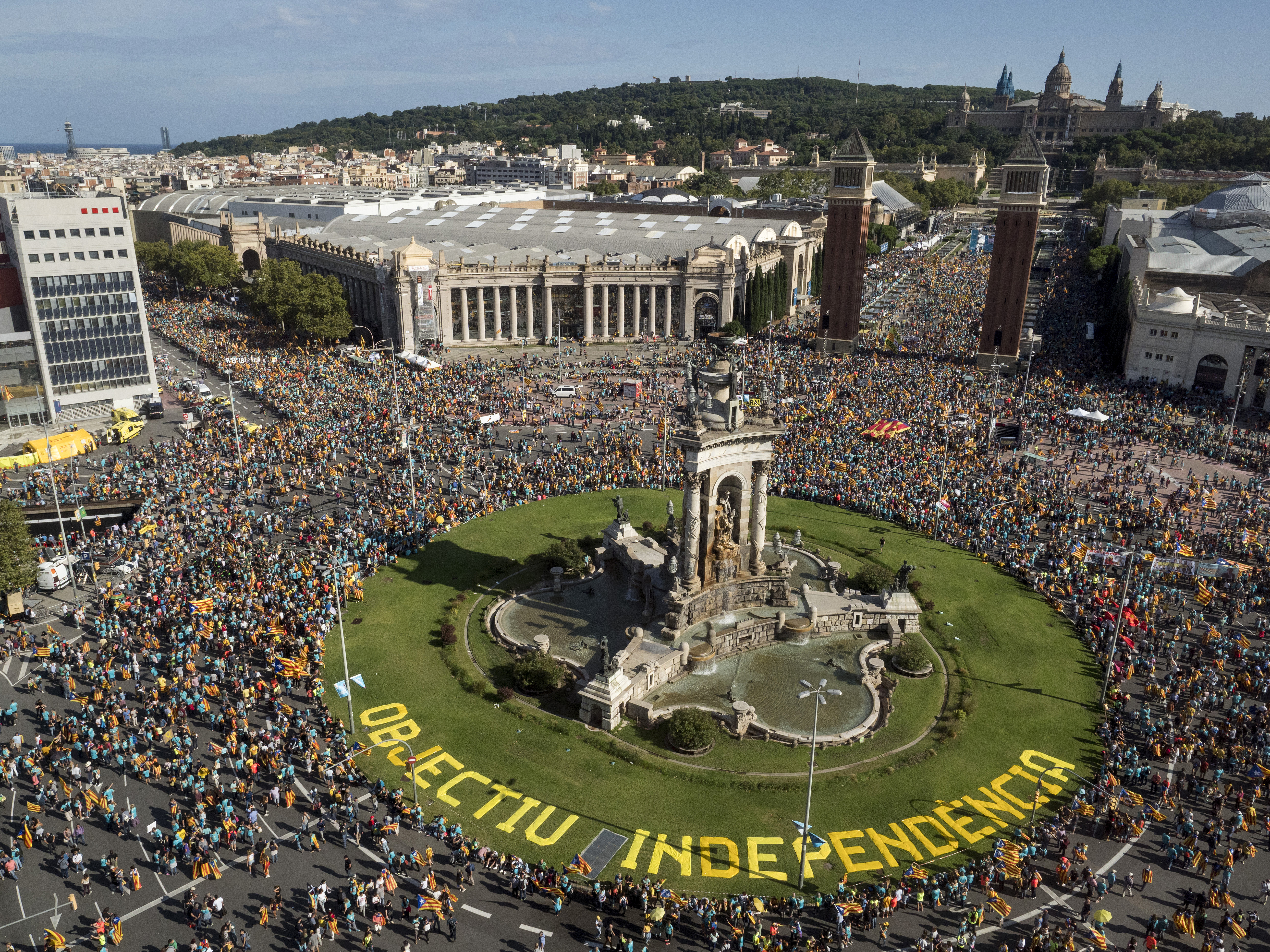
2019 – Objectiu independència-manifestation i centrala Barcelona.
- 2020 – videoreportage från Barcelona (med text på baskiska).